# Dimitrios Kurmbelis
Dimitrios Kurmbelis (ur. 2 listopada 1993 w Tripoli) – grecki piłkarz, występujący na pozycji pomocnika w tureckim klubie Fatih Karagümrük SK oraz w reprezentacji Grecji.

## Statystyki

### Klubowe
Na podstawie:
| Klub                | Sezonów | Liga               | Liga  | Liga   | Puchar krajowy | Puchar krajowy | Kontynentalne | Kontynentalne | Suma  | Suma   |
| Klub                | Sezonów | Liga               | Mecze | Bramki | Mecze          | Bramki         | Mecze         | Bramki        | Mecze | Bramki |
| ------------------- | ------- | ------------------ | ----- | ------ | -------------- | -------------- | ------------- | ------------- | ----- | ------ |
| Asteras Tripolis    | 7       | Superleague Ellada | 103   | 2      | 12             | 0              | 16            | 1             | 131   | 3      |
| Panathinaikos AO    | 7       | Superleague Ellada | 149   | 7      | 19             | 1              | 6             | 0             | 174   | 8      |
| Trabzonspor         | 1       | Süper Lig          | 6     | 0      | 0              | 0              | –             | –             | 6     | 0      |
| Fatih Karagümrük SK | 1       | Süper Lig          | 7     | 0      | 3              | 0              | –             | –             | 10    | 0      |
|                     | Łącznie | Łącznie            | 265   | 9      | 34             | 1              | 22            | 1             | 321   | 11     |

### Reprezentacyjne
Na podstawie:
| Gole w reprezentacji | Gole w reprezentacji | Gole w reprezentacji | Gole w reprezentacji | Gole w reprezentacji | Gole w reprezentacji | Gole w reprezentacji | Gole w reprezentacji |
| Lp.                  | Data                 | Miasto               | Przeciwnik           | Wynik                | Gole                 | Inne                 | Rozgrywki            |
| -------------------- | -------------------- | -------------------- | -------------------- | -------------------- | -------------------- | -------------------- | -------------------- |
| 1.                   | 30.05.2019           | Antalya              | Turcja               | 1:2 (0:2)            | 90+3'                | 67'                  | mecz towarzyski      |
| 2.                   | 21.03.2024           | Ateny                | Kazachstan           | 5:0 (4:0)            | 40'                  | asysta               | Eliminacje EURO 2024 |

## Sukcesy
Na podstawie:

### Klubowe
Z Panathinaikos AO:
- Puchar Grecji 2022